# Reaktorfahrer

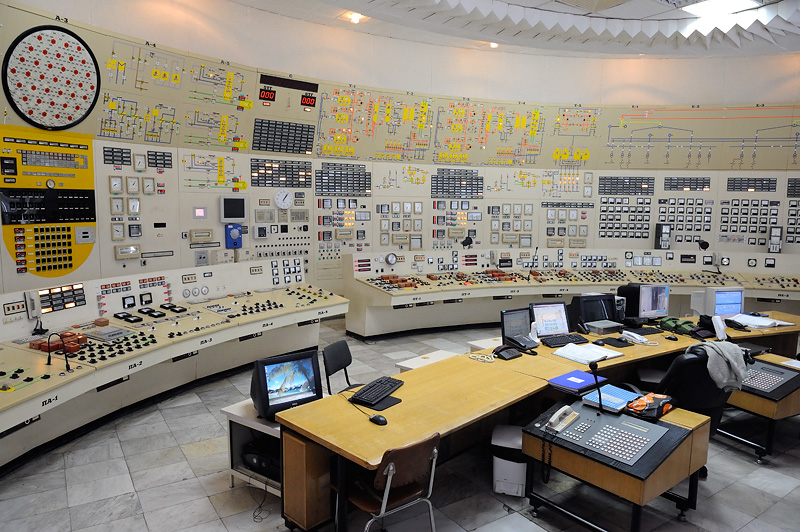
Blick in die Schaltwarte eines Kernkraftwerks

Der Reaktorfahrer (in der Schweiz: Reaktoroperateur) ist ein Beruf in einem Kernkraftwerk.
Der Arbeitsplatz eines Reaktorfahrers ist der Leitstand, von dort aus überwacht und steuert er alle Vorgänge im nuklearen Teil des Kraftwerks, beispielsweise die Stellung der Steuerstäbe. Sein Pendant ist der Leitstandfahrer, der für den nicht-nuklearen Teil zuständig ist.

## Ausbildung in Deutschland
Die Ausbildung dauert drei bis vier Jahre. Sie beinhaltet zwingend die Teilnahme an einer Schulung in einem Kraftwerkssimulator, in Deutschland befindet sich ein solcher in Essen-Kupferdreh, in der Schweiz wird die Grundausbildung durch die Nukleartechnikerschule in Baden im Aargau an einem Kompaktsimulator durchgeführt und später an den Kraftwerkssimulatoren in den Kernkraftwerken Leibstadt, Gösgen-Däniken und Beznau weitergeführt. Auch Österreich verfügt im Kernkraftwerk Zwentendorf über ein Trainingscenter. Auch nach Abschluss der Ausbildung sind ständige Weiterbildungen Pflicht. Ein Reaktorfahrer mit vielen Jahren Berufserfahrung kann zum Schichtleiter befördert werden. Er hat dann die Verantwortung für die gesamte Anlage. In der Umgangssprache wird der Schichtleiter häufig mit dem Kraftwerksdirektor gleichgesetzt, was aber nicht korrekt ist, weil letzterer eher kaufmännische Tätigkeiten ausführt.
In seltenen Fällen werden Reaktorfahrer auch zur Überwachung von Castor-Transporten eingesetzt.

## Ausbildung in der Schweiz
Angehende Reaktoroperateure werden in der Nukleartechnikerschule ausgebildet. Bei der Nukleartechnikerschule handelt es sich um eine höhere Fachschule für Technik, also um eine, wenn auch sehr spezielle, Technikerschule.
Der Technikerlehrgang dauert 6 Semester und ist in zwei Teile aufgeteilt, der theoretischen Grundausbildung in der Nukleartechnikerschule und der anlagenspezifischen Ausbildung im jeweiligen Kraftwerk.
Die Reaktoroperateuere schliessen neben ihrer Lizenzierung mit einem Diplom Techniker HF "Grossanlagenbetrieb" ab.

### Weiterbildungsmöglichkeiten
- Schichtchef
- Pikettingenieure